# Daramagnaky
Daramagnaky est une sous-préfecture de Télimélé, située à 145 km du chef-lieu de la préfecture de Télimélé, dans la région de Kindia en Guinée.

## Situation
La Commune Rurale de Daramagnaki est l'une des 15 collectivités de la préfecture de Télimélé située à plus de 1 700 m d'altitude avec une superficie de 1 000 km² et limitée :
- A l'Est par la sous-préfecture de Konsotamy et Missira
- A l'Ouest par la préfecture de Boké
- Au Nord par la sous-préfecture de Sangaredi (Boké) et la préfecture de Missira
- Au Sud par la préfecture de Boffa et Fria.
En 2014, le district comptait 33 229 habitants selon les RGPH 2014 dont 17 864 femmes. Elle est a vocation agropastorale.

## Subdivision Administrative
La sous-préfecture de Daramagnaki a dix-sept (17) districts dont : Bantignel, Bhoundou eda, Daka koura, Daramagnaki, Diougourou, Kabara, Kewoye, Kobé, Kounda, Kourakoto, Lamba, Massi, Missidè bambaya, Missidé kawessi, Bembou silaty, Boubèrè, Misidé Djandjan

## Géographie

### Climat
Le climat est de type tropical, caractérisé par l'alternance de deux saisons, sèche et pluvieuse de six mois chacune.
Mais de nos jours avec l'effet des activités humaines et de la pression humaines le climat connait actuellement une perturbation. Les températures minimale et maximale enregistrées en 2008 varient respectivement entre 15 et 45 °C.

### Relief
Au point de vue relief : montagne, plateau et vallée dans l'Est et le Nord contre bas-fonds et plaines dans l'Ouest et le Sud.